# Sufganija

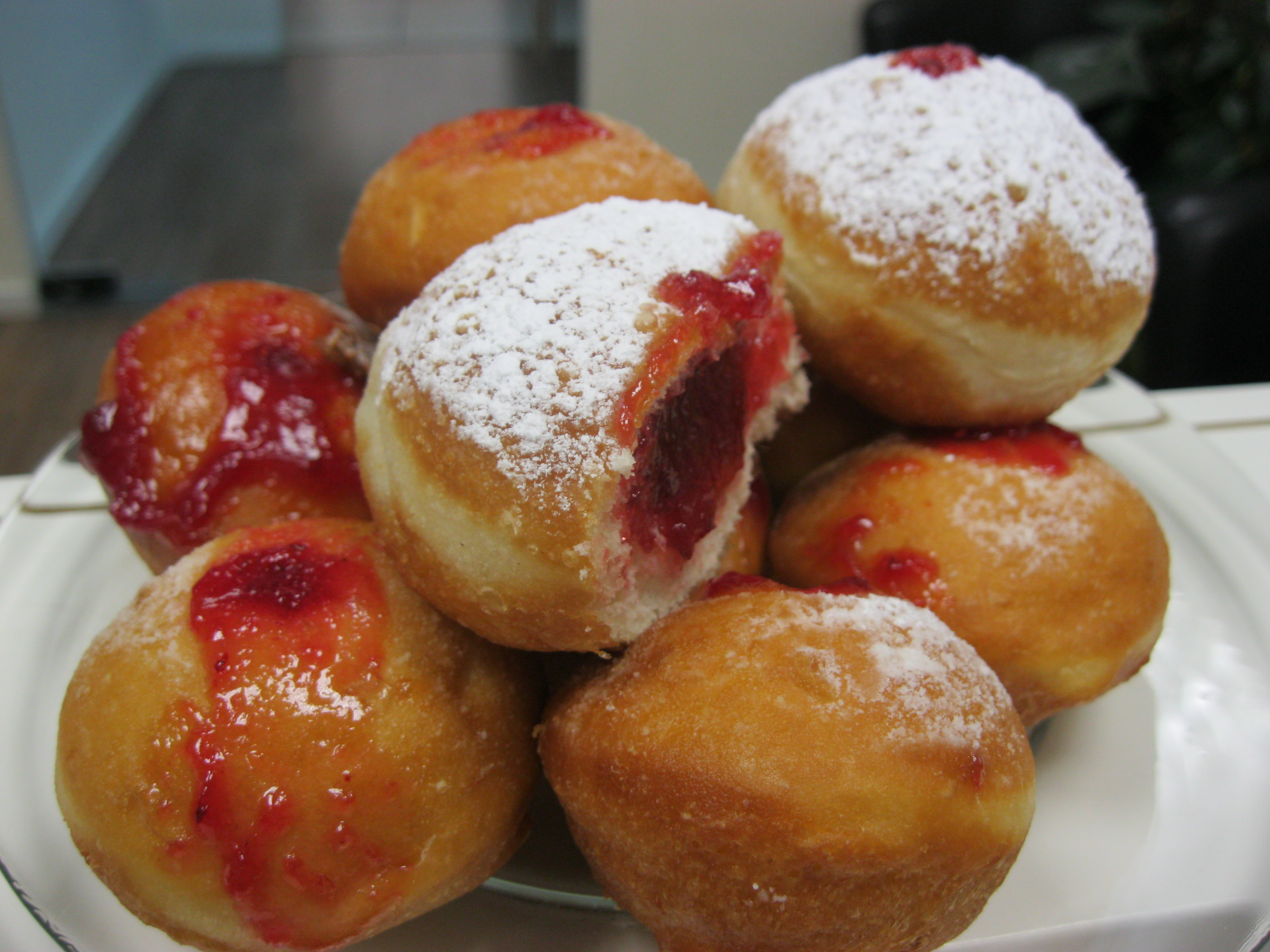
Sufganija

Sufganija (hebr. סופגנייה lub סופגניה; liczba mnoga: sufganijot, hebr. סופגניות [ˌsufɡaniˈjot]; jid. ponchik) – rodzaj pączków, wyrób cukierniczy jedzony w Izraelu i na całym świecie w okresie święta Chanuka. Sufganijot powstają ze smażonego w głębokim tłuszczu ciasta drożdżowego nadziewanego konfiturą lub marmoladą i oprószonego cukrem pudrem.
Wraz z innymi chanukowymi potrawami smażonymi w oleju symbolizują cud płonących lamp oliwnych w starożytnej Świątyni Jerozolimskiej.

## Etymologia
Termin sufganija (סופגנייה), stworzony przez Davida Yellina, odnosi się do tradycyjnego wypieku, który swoje korzenie ma w sufganin (סופגנין) z Talmudu, opisującego produkt piekarniczy o strukturze przypominającej gąbkę, smażony na głębokim tłuszczu w średniowieczu. Jest również możliwe, że słowo to czerpie inspirację z marokańskiej potrawy chanukowej o nazwie „sfindż” (ספינג). Początkowo, David Yellin miał na uwadze ciastka o miękkiej konsystencji, jednakże Akademia Hebrajska pierwotnie kojarzyła je z nasączonymi tłuszczem plackami ziemniaczanymi. Ostatecznie, termin sufganija zaczął być powszechnie stosowany w kontekście pączków. 
Etymologia słowa obejmuje rdzeń „s-f-g”, który w języku hebrajskim jest związany z ideą nasiąkania lub absorpcji, jak to ma miejsce w wyrażeniu „ספוג בשמן" (safug be-szamen), oznaczającym „nasączone tłuszczem". Rdzeń ten ma swoje korzenie w greckim słowie σπόγγος (sphóngos), co oznacza gąbkę. Z greckiego terminu σπόγγος wywodzi się również hebrajskie słowo ספוג (sfog), również oznaczające gąbkę.